# Relações entre França e República Centro-Africana
As relações entre França e República Centro-Africana referem-se as relações bilaterais entre a República Centro-Africana e a França. Ambos os países são membros da Francofonia e das Nações Unidas.

## História

### Colonialismo francês

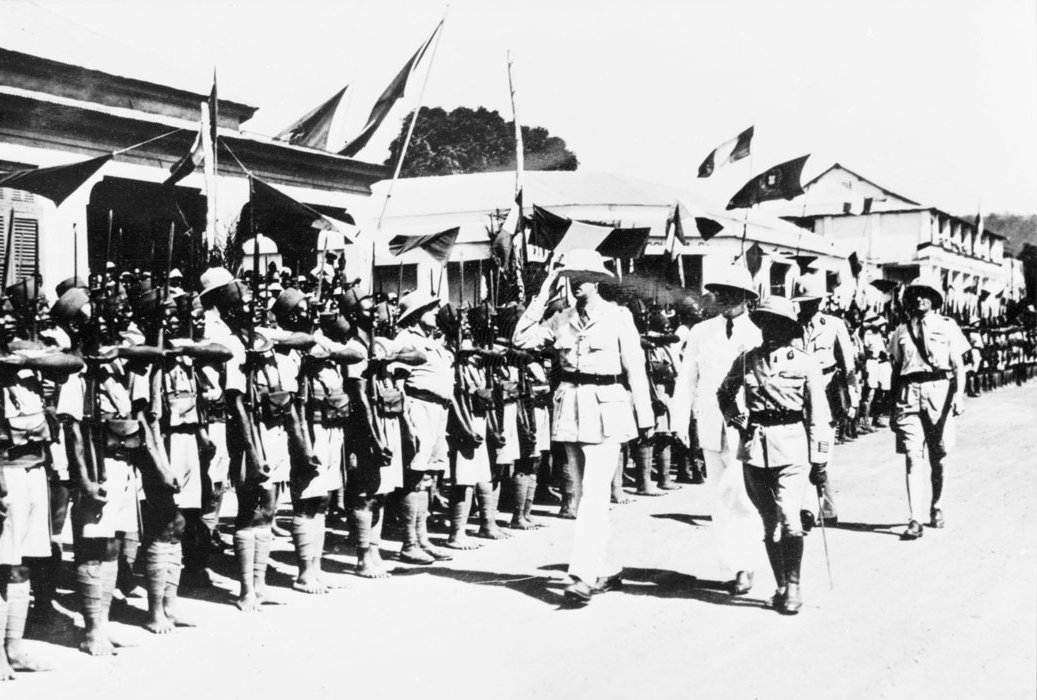
General Charles de Gaulle em Bangui, 1940.

Durante a partilha da África na década de 1880, a Bélgica, a Alemanha e a França competiram entre si, a fim de controlar o território a norte do rio Ubangi. Em 1903, a França nomeou a sua nova colônia 'Ubangi-Shari' e em 1910, a França incorporou o território junto com outras quatro colônias (Congo francês, Gabão, Chade e Camarões franceses) em uma federação colonial conhecida como África Equatorial Francesa.  Inicialmente, o governo francês arrendou grandes partes dos territórios para as companhias europeias e forçou a população local a coletar borracha silvestre, a caçar para obter marfim e peles de animais, e a trabalhar nas plantações. Devido à exploração forçada pelo império colonial francês, os nativos da África Central começaram a se rebelar no início do século XX, o que levaria à Rebelião de Kongo-Wara (1928-1931).  A rebelião logo foi suprimida pelo governo francês.
Durante a Segunda Guerra Mundial, os soldados da África Central fizeram parte do grande exército colonial francês (Troupes coloniales) e lutaram pela França Livre e participaram da Libertação de Paris. Em outubro de 1940, o general Charles de Gaulle chegou a Bangui para visitar o governador Pierre Marie de Saint-Mart e revistar as tropas.

### Independência
Logo após a Segunda Guerra Mundial, a França adotou uma nova constituição em 1946 e concedeu cidadania francesa completa aos moradores do Ubangi-Shari e permitiu o estabelecimento de assembleias locais dentro da nova União Francesa. Em dezembro de 1958, o ex-sacerdote católico Barthélemy Boganda tornou-se chefe de governo do Território de Ubangi-Shari. Em março de 1959, Boganda foi morto quando seu avião explodiu e foi substituído por seu primo, David Dacko. Em 13 de agosto de 1960 Ubangi-Shari obteve sua independência da França, alterou seu nome para República Centro-Africana e David Dacko tornou-se o primeiro presidente do país.

### Pós-independência
Em dezembro de 1965, um golpe de Estado foi lançado contra o presidente Dacko, conhecido como Golpe de Estado de São Silvestre (com a assistência da França) e o comandante do exército, Jean-Bédel Bokassa, se declarou presidente da República Centro-Africana. Em 1975, o presidente francês Valéry Giscard d'Estaing participou da Cimeira França-África realizada em Bangui.  O presidente Giscard ficaria conhecido por visitar o país várias vezes e participar de expedições de caça com Bokassa.  Em dezembro de 1976, o presidente Bokassa declarou-se imperador da República Centro-Africana e o custo de sua coroação correspondeu a aproximadamente US $ 20 milhões, o que equivalia ao PIB da nação durante um ano inteiro. O governo francês pagou pela coroação dos imperadores. Devido à repressão generalizada, abuso de direitos humanos e alegações de canibalismo na República Centro-Africana pelo Imperador Bokassa, a França removeu Bokassa do poder numa ação conhecida como Operação Barracuda quando o Imperador estava em uma viagem oficial na Líbia.   David Dacko foi reinstalado como presidente da República Centro-Africana e a Bokassa foi posteriormente oferecido asilo na França. Em outubro de 1979, jornal francês Le Canard enchaîné publicou um artigo afirmando que o presidente Giscard havia aceitado dois diamantes de Bokassa enquanto Ministro das Finanças em 1973. O escândalo ficaria conhecido como caso dos diamantes (em francês:  Affaire des diamants).
Nos próximos dezenove anos, a França intervirá na política da República Centro-Africana apoiando e removendo presidentes. Em 1997, o presidente  centro-africano Ange-Félix Patassé, negociou os Acordos de Bangui para pôr fim ao conflito entre o governo e as forças rebeldes. Como resultado dos acordos, a França fechou sua base militar em Bouar em 1998. 

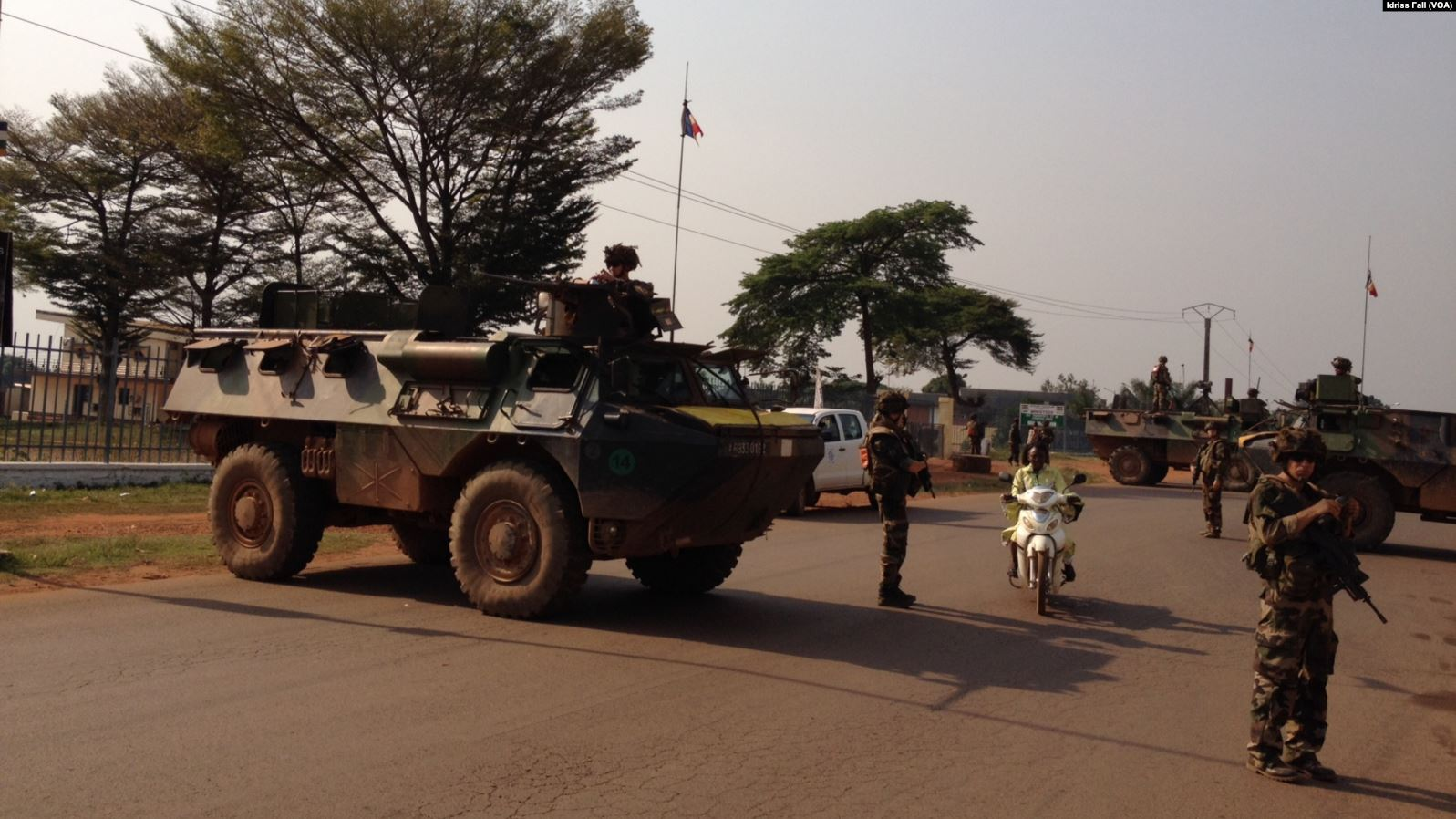
Soldados franceses em Bangui durante a Operação Sangaris, 2014.

Em março de 2009, as tropas francesas foram implantadas em Bangui depois de relatos de que os rebeldes estavam tomando a capital para remover o presidente François Bozizé do poder.  Em 2012, uma guerra civil eclodiu na República Centro-Africana quando rebeldes, em sua maioria muçulmanos conhecidos como Séléka, depuseram o presidente Bozizé do poder em 2013 e instalaram Michel Djotodia como Presidente. Após a remoção de Bozizé, um grupo rebelde majoritariamente cristão conhecido como anti-balaka se rebelou contra o governo e os cidadãos muçulmanos no país. A Séléka e as forças do governo lutam contra o anti-balaka e os cidadãos cristãos no país. Como resultado do conflito étnico e religioso na República Centro-Africana, a França regressa ao país para deter o derramamento de sangue através da implantação de 1.000 soldados e veículos blindados numa missão de manutenção da paz conhecida como Operação Sangaris.  O presidente francês François Hollande visitou as tropas francesas na República Centro-Africana em dezembro de 2013.  As tropas permaneceram na República Centro-Africana até 2016.  O presidente Hollande retornou à República Centro-Africana em maio de 2016 para supervisionar a retirada das tropas francesas do país, que foi concluída em outubro de 2016, e reuniu-se com o presidente recém-eleito Faustin-Archange Touadéra.

## Ajuda
Em 2014, a França contribuiu com 170 milhões de euros de ajuda para a República Centro-Africana. Este dinheiro de ajuda pagou pela assistência civil, além de despesas militares, assistência humanitária, apoio ao processo eleitoral, apoio para o fim da crise e governança democrática no país. Na conferência de doadores em Bruxelas, em 17 de novembro de 2016, a França anunciou um auxílio de 85 milhões de euros em três anos, incluindo 15 milhões de euros para o fundo "Bêkou". 